# Gamla stan
Gamla stan (švedsko »Staro mesto«), do leta 1980 uradno poimenovan Staden mellan broarna (»Mesto med mostovi«), je staro mestno jedro Stockholma na otoku Stadsholmen. Uradno spadajo h Gamla stanu tudi bližnji otoki Riddarholmen, Helgeandsholmen in Strömsborg, vendar pogovorno ljudje s poimenovanjem Gamla stan označujejo le glavni otok Stadsholmen. Ima približno 3000 prebivalcev.
Gamla Stan je imel pomembno vlogo v zgodovini švedske arhitekture, saj so številni najbolj priznani švedski arhitekti oblikovali območje; med njimi sta Nicodemus Tessin in Carl Hårleman, ki sta delala na Stockholmski palači, ki je še vedno na tem območju.
Druge pomembne stavbe v starem mestnem jedru so Tessingova palača, stavba Stockholmske borze, palača Bonde (sedež švedskega vrhovnega sodišča) in Riddarhuset (Plemiška hiša); zadnja od teh stavb je dolga leta gostila parlament.

## Pregled
Mesto sega v 13. stoletje in ga sestavljajo srednjeveške tlakovane ulice in arhaična arhitektura. Severnonemška arhitektura je močno vplivala na njegovo gradnjo. Stortorget je ime slikovitega velikega trga v središču Gamla Stana, ki ga obdajajo stare trgovske hiše, vključno s stavbo Stockholmske borze. Trg je bil prizorišče Stockholmskega krvavega plesa, kjer je novembra 1520 danski kralj Kristijan II. pobil švedsko plemstvo.
Poleg tega, da je na trgu Storkyrkan (stockholmska stolnica), Nobelov muzej in Riddarholmskyrkan, se Gamla Stan ponaša tudi s Kungliga slottet, švedsko baročno kraljevo palačo, zgrajeno v 18. stoletju po tem, ko je prejšnji grad Tre Kronor pogorel. Riddarhuset (Hiša plemstva) stoji na severozahodnem vogalu Gamla stana.
Restavracija Den gyldene freden je na Österlånggatanu. Posluje neprekinjeno od leta 1722 in je po Guinnessovi knjigi rekordov najdlje delujoča restavracija z nespremenjenim okoljem ter ena najstarejših restavracij na svetu. Zdaj je v lasti Švedske Nobelove akademije, ki tam vsak teden prireja četrtkove kosila. Kip sv. Jurija in zmaja (kipar Bernt Notke) sta v Storkyrkanu, Riddarholmskyrkan pa je kraljeva grobna cerkev. Bollhustäppan, majhno dvorišče v Slottsbacknu za finsko cerkvijo, južno od glavnega dostopa do kraljeve palače, je dom enega najmanjših kipov na Švedskem, majhnega dečka iz kovanega železa. Plošča tik pod kipom pravi njegovo ime Järnpojken ('Železni deček'). Ustvarila ga je Liss Eriksson leta 1967.
Od sredine 19. stoletja do začetka sredine 20. stoletja je Gamla stan veljal za barakarsko sosesko, številne njegove zgodovinske stavbe so bile v slabem stanju, takoj po drugi svetovni vojni pa so zaradi širitve Riksdaga porušili več blokov skupaj pet ulic. Od 1970-ih in 1980-ih je postal turistična atrakcija, saj so čar njegove srednjeveške, renesančne arhitekture in poznejših dozidav cenile že poznejše generacije.
Čeprav je arheologija 370 nepremičnin v Starem mestu (Gamla stan) še vedno slabo dokumentirana, so nedavni popisi, ki so jih opravili prostovoljci, pokazali, da so številne stavbe, ki so prej datirane v 17. in 18. stoletje, lahko stare do 300 let.

## Zgodovina

### Izvor imen "Stockholm" in "Gamla Stan"
Ime Stockholm se je prvotno nanašalo le na Gamla Stan, vendar se je mesto s širitvijo zdaj nanaša tudi na več primestnih območij, ki so vključena v metropolitansko regijo. Stockholm v švedščini pomeni 'otok hlodov'. Prejšnja prestolnica Švedske je bila Sigtuna. Pred tisoč leti je imela Sigtuna težave z oboroženimi tolpami, ki so napadale mesto. Razmere so postale nevzdržne in bilo je treba najti novo lokacijo za prestolnico. Po legendi so voditelji v Sigtuni vzeli hlod, ga izdolbli, napolnili z zlatom in ga spustili na poplavo. Nekaj dni kasneje je pristal na otoku, kjer je danes Gamla stan. Tu so se odločili ustanoviti novo prestolnico Švedske. Otok Stockholm je imel prednost, da je bil otok, ki ga je bilo enostavno braniti pred oboroženimi tolpami, za katere bi lahko mislili, da želijo napasti mesto. Imel je tudi prednost, da je bil tik ob vhodu v jezero Mälaren, ki je bilo zelo pomembno za trgovino z Baltskim morjem in iz njega. V mestni hiši (Stadshuset) stoji skulptura, ki simbolizira stari hlod.
Do sredine 19. stoletja se je Gamla stan imenoval själva staden ('mesto samo'), saj so bila območja okoli njega še vedno večinoma podeželskega značaja. Imenovali so jih malmarna ('grebeni'). Od sredine 19. stoletja naprej pa se je začel imenovati staden mellan broarna ('mesto med mostovi') ali staden inom broarna ('mesto znotraj mostov'), ime, ki je ostalo uradno do leta 1980, od leta 1934 pa je vključevalo tudi otočka Helgeandsholmen in Strömsborg. Ime Gamla stan verjetno izvira iz začetka 20. stoletja, ko se je uporabljalo pogovorno. Gamla pomeni 'stari'. Beseda stan je preprosto okrajšava besede staden, ki pomeni 'mesto'. Leta 1957 so tukaj odprli postajo stockholmske podzemne železnice z imenom Gamla stan. Čeprav je bilo uradno ime leta 1980 spremenjeno v Gamla Stan, sodobni Stockholm občasno imenujejo tudi 'mesto med mostovi'.

### Prazgodovina
Stockholm ima mitološki izvor v bivališču, imenovanem Agnefit. Ker drugi element fit pomeni 'vlažen travnik', naj bi bil ta kraj na zahodni obali današnjega Stadsholmena (verjetno edina možna lokacija za travnik v tistem času). Prvi element tega imena, pojasnjuje zgodovinar Snorri Sturluson (1178–1241), izhaja od kralja Agne, domnevno mitološkega kralja, ki se je v daljni preteklosti (okoli leta 400 n. št. po mnenju nekaterih zgodovinarjev) tukaj utaboril po uspešnem napadu na Finsko. Njegov namen je bil poročiti se s Skjalf, hčerko poraženega finskega poglavarja. Mlada ženska pa ga je prelisičila, da je priredil praznovanje z pomembnimi gosti, ki se je sčasoma spremenilo v pivsko zabavo, in medtem ko je Agne spal v pijani omami, ga je Skjalf dala obesiti v svojo zlato ogrlico, preden je pobegnil. Čeprav je zanesljivost te zgodbe še vedno sporna, so dendrokronološke preiskave hlodov, najdenih na Helgeandsholmnu severno od Stadsholmena v letih 1978–1980, pokazale, da so bila ta drevesa posekana v obdobju 970–1020, večina iz poznejšega dela tega obdobja, in ti hlodi so domnevno dali celotnemu mestu sedanje ime, Stock-holm, 'Otoček hlodov'.

### Srednji vek in obdobje Vasa
Prvotno obzidano mesto je obsegalo le osrednje dvignjeno območje sedanjega starega mestnega jedra, ki je bilo med dvema dolgima ulicama – Västerlånggatan in Österlånggatan (tj. Zahodna/Vzhodna dolga ulica) – ki sta potekali med obalnimi linijami iz tistega obdobja in vzhodnim in zahodnim mestnim obzidjem. Vzhodno obzidje je potekalo med dvema obrambnima stolpoma; severni del pripada gradu Tre Kronor, ki ga je leta 1697 uničil požar, južni del, o katerem niso našli arheoloških sledi, pa je leta 1336 kralj Magnus Eriksson (1316–1377) podaril črnobratom in je bil zato verjetno na mestu samostana, na južnem koncu Prästgatana, severno od trga Järntorget. Strme prepadne pečine, ki so tvorile obrobje prvotnega mesta, so še vedno vidne v izraziti razliki v nivojih v današnji urbani krajini: dve dolgi ulici, ki sta tekli tik pred mestnim obzidjem – Västerlånggatan in Prästgatan (približno 5 metrov) – in ulicam, ki potekata vzporedno z njima, tik znotraj mestnega obzidja – Österlånggatan in Bollhusgränd-Baggensgatan (do 10 metrov).
Središče srednjeveškega mesta je bilo verjetno le sejmišče južno od mestne hiše in edina cerkev v vasi. Tržnica, prvotno manjša od sedanje in povečana po požaru v začetku 15. stoletja, je bila sčasoma obdana s stalnimi stavbami in se razvila v sedanji javni trg Stortorget ('Veliki trg'), ki je še vedno južno od tako imenovane borze in stolnice. Čeprav se je Stockholm verjetno hitro širil, ostaja veliko razprav o tem, ali je bila širitev načrtovana po vzoru južnih prototipov (npr. kot je Lübeck) in, kot tradicionalno navajajo zgodovinski viri, neposredno pod vodstvom Birger Jarla (1210–1266) in Magnusa Ladulåsa (1240–1290), ali pa, kot trdijo nekateri zgodovinarji, nekoliko površen, če ne celo nesistematičen postopek. Kljub temu so srednjeveške prometnice vodile z velikega trga v vse štiri smeri sveta: Köpmangatan ('Trgovska ulica') je vodila proti vzhodu navzdol do drugega trga ob vodi, Fisketorget ('Ribiški trg'). Svartmangatan ('Ulica črnega moža', poimenovana po samostanu Črnih bratov) in Skomakargatan ('Čevljarska ulica') sta vodila proti jugu v finančno središče mesta. Ta tržnica, ki je bila na mestu današnjega Järntorgeta ('Železni trg'), je bila takrat le dva pomola, ločena z odprtim prostorom na južnem vogalu otoka. Na obeh straneh te tržnice, precej večje od sedanjega trga, je bil na vzhodni strani Koggabron (poimenovan po cogsih, vrsti srednjeveške trgovske ladje), ki ga danes nadomešča Skeppsbron, na zahodni strani pa Kornhamn ('Koruzno pristanišče'), ki je sprejemalo ladje iz jezera Mälaren, v bližini današnjega Kornhamnstorga. Trångsund ('Ozka ožina'), takrat veliko ožja kot danes, je vodila proti severu mimo stolnice.
Ker so bila mestna vrata očitno najšibkejša točka vseh srednjeveških utrdb, je veljalo pravilo, da manj jih je bilo, boljše je bilo. V srednjeveškem Stockholmu so obzidje verjetno odpirala tri ali štiri ozka vrata: skozi vzhodno obzidje so ena sama vrata omogočala prehod Köpmangatana do obale, medtem ko so se ostala, ki so vsa vodila na Västerlånggatan, bila tam, kjer so danes Storkyrkobrinken ('Pobočje velike cerkve'), Kåkbrinken ('Pobočje [razpadajoče] hiše') in Tyska Brinken ('Nemško pobočje'). Kraljevo palačo je obdajalo odprto območje, imenovano Sanden ('Pesek'), ki je bilo namerno prosto zaradi obrambnih razlogov in vključuje sedanjo lokacijo Slottsbacken ('Pobočje palače') južno od palače in Högvaktsterrassen ('Terasa glavne straže') zahodno od nje. Znotraj mesta so bile glavne ceste široke osem eljev (npr. komaj pet metrov), da so lahko konjske vprege prečkale cesto, medtem ko širine križišč ni bilo omejenih nobenih pravil. Ko se je mesto v 14. stoletju začelo gostiti, so na obali zunaj mestnega obzidja zgradili nove stavbe, postopoma pa so nasipavanja med mostovi ob obali omogočila prostor za lope in skladišča, ki so tvorila podolgovate bloke, ločene z ozkimi ulicami, ki so danes značilne za staro mestno jedro. V starem mestnem jedru so večje bloke razdelili na manjše, kar je povzročilo več ozkih ulic, kot sta Trädgårdsgatan ('Vrtna ulica') in Kindstugatan ('Ulica škatla na ušesu', zgodovinska, pokvarjena).
Srednjeveške ulice so v povprečju približno tri metre pod sedanjimi ulicami. Arheološka izkopavanja so pokazala, da so bile najstarejše ulice prekrite z lesom, najstarejše pa so tri plasti lesenih tlakovcev, najdenih pod severnim koncem Västerlånggatana iz okoli 1250–1300. V poznem 14. stoletju so ulice začeli tlakovati s kamnom, in ker so arheološka nahajališča nad njimi sestavljena iz tankih plasti umazanije, ki vsebujejo le malo najdb, se je čiščenje ulic v tem obdobju očitno izboljšalo. Odpadke in smeti so pogosto preprosto zlivali v ulice, občasno skozi odprtine, ki so se uporabljale izključno za ta namen. Čeprav so našli nekaj domnevnih srednjeveških podzemnih lesenih cevi in obokanih podzemnih prostorov, je v Stockholmu ostalo relativno malo sledi takšnega sofisticiranega sistema kanalizacije, kot so ga našli na primer v Visbyju in Bergnu, zato so najverjetneje strme ulice preprosto morale opraviti svoje delo. Številni javni oglasi so bili zaman namenjeni omejevanju navade odlaganja smeti v okoliške vode in omejevanju števila živali znotraj mestnega obzidja, in šele konec srednjega veka je bilo ukazano čiščenje žlebov dvakrat na teden, postavitev blatnih kanalov pa je bila prepovedana ob sosednjih ulicah in prometnicah. Stranišča so se zbirala na osrednjih lokacijah, znanih kot flugmöten ('mušji sestanki'), kjer je število žuželk zatemnilo nebo še dolgo v 19. stoletju.
Sedanje ulice le bežno prikazujejo videz srednjeveškega mesta, kjer so bili zatrepi stavb obrnjeni proti ulicam in so imeli okenske odprtine za prodajo blaga; kjer so umazanija, neravni tlakovci in ročno vprežena vozila oteževali hojo; in kjer so se mešali vonji in dišave gnoja, hrane, rib, usnja, peči in sezonskih začimb. Ponoči (in zagotovo med dolgimi zimami) je bilo mesto popolnoma temno, razen izjemnih opazovalcev ognja in nočnih potepuhov, ki so se s svetilkami orientirali. Prav tako ni bilo nobenih uličnih tabel, ki bi vodile tujce, saj nobena ulica ni bila uradno poimenovana, temveč so jo imenovali »cesta, ki poteka od zunanjih južnih vrat do križa in kapele« ali pa so jo nenehno preimenovali po najvidnejši osebi, ki se je naselila na izpostavljenem delu ulice. Dejansko zgodovinski zapisi vsebujejo veliko primerov nejasnih omemb lokacij v mestu, ki jih je skoraj nemogoče natančno določiti, saj so bile nekatere ulice preimenovane že več desetkrat, pogosto pa so nosile enako ali podobno ime kot druge ulice, preden so fizično prenehale obstajati.

### 17. stoletje
V švedski zgodovini je bila prva polovica 17. stoletja obdobje prebujenja, predhodnica tako imenovanemu Švedskemu cesarstvu. Po smrti Gustava II. Adolfa (1594–1632) je bil narod odločen, da se nikoli več ne bo moral ponoviti zadrege, ki jo je doživel, ko je Stockholm, ki je bil še vedno srednjeveškega značaja, okleval glede povabila tujih državnikov, saj se je bal, da bi obžalovanja vreden videz lahko spodkopal avtoriteto naroda.
Zemljevid Stadsholmena iz leta 1626 predstavlja predlog za dve ulici, ki sta približno enakovredni južnim delom današnjih Tyska Brinken in Stora Nygatan. V kratkem času so ugotovili, da bi s tem predlogom severni konec ulice, podobne bulvarju, kazal na neznačilno srednjeveško fasado, zato so se odločili, da je treba ulico podaljšati vse do severne obale otoka – projekt, katerega dokončanje je trajalo desetletja. Dve ravni ulici, Stora Nygatan in Lilla Nygatan ('Velika/Mala nova ulica') – obe rezultat te druge regulacije – sta se dolgo uresničevali in sta bili dokončani šele ob pogrebu kralja Karla X. leta 1660. Kmalu je ta ambiciozni projekt privedel do bolj reprezentativnega okvira. Neformalni severni konec Stora Nygatan je bil tako povezan z novo ustvarjenim trgom Mynttorget ob Myntgatanu, pobočje Storkyrkobrinken pa je bilo razširjeno.
Na vzhodni strani otoka so postopoma porušili zastarelo srednjeveško obzidje in ga pred koncem stoletja v celoti nadomestili z vrsto zasebnih palač, tako imenovanimi Skeppsbroraden, 'vrsta Skeppsbron'. V kolikšni meri je ta dva projekta načrtoval in sprožil sam kralj Gustav II. Adolf, ni dokumentirano, vendar je nedvomno moral igrati pomembno vlogo. Kljub temu so te projekte spremljale podobne ambicije za Riddarholmen, kjer je bilo sčasoma zgrajenih več novih palač, in za obrobja mesta, kjer je kancler Axel Oxenstierna dal srednjeveško barakarsko sosesko nadomestiti z bolj reprezentativnim baročnim mestom.